# Orval (Manche)
Orval település Franciaországban, Manche megyében. Lakosainak száma 855 fő (2018. január 1.). Orval Contrières és Montchaton községekkel határos.

## Népesség
A település népességének változása:
| Lakosok száma | 669  | 672  | 725  | 816  | 809  | 887  | 857  | 1211 | 847  | 855  |
|               | 1962 | 1968 | 1975 | 1990 | 1999 | 2008 | 2013 | 2016 | 2017 | 2018 |